# يون غنار
يون غنار (بالآيسلندية: Jón Gnarr)‏ هو ممثل، كوميدي، وسياسي آيسلندي شغل منصب عمدة ريكيافيك من عام 2010 إلى عام 2014.
بدأ كممثل وكوميدي شهير في التسعينات في الإذاعة والتلفزيون. في عام 2009 قام بتشكيل الحزب الأفضل وهو حزب سياسي بدأ كحزب سياسي ساخر لكنه سرعان ما تحول إلى لاعب سياسي حقيقي بسبب نجاحاته الانتخابية، والتي كان ينظر إليها على أنها رد فعل للأزمة المالية الآيسلندية ما بين 2008-2011.
يون ليس فردا من مجتمع المثليين ولكنه من أهم الحلفاء والناشطين المدافعين عن حقوق المثليين في آيسلندا.

## النشأة
تم تشخيص يون بتخلف عقلي في صغره وتم علاجه في مشفى في ريكيافيك. وهو يعاني من عسر القراءة وعانى في السابق من عجز التعلم. يروي يون غنار هذه التجارب في كتابه «الهندي»، وهو سيرة ذاتية عن طفولته.
شارك في مراهقته في العديد من الفرق الموسيقية المحلية الشبابية المبتدئة. لم يكمل امتحان القبول بالجامعة، عندما كان شابا، كان يشغل وظائف مع شركة صناعة السيارات في فولفو وقاد سيارة أجرة في ريكيافيك.

## إمتهانه للتمثيل والكوميديا
كممثل وكوميدي شهير في التسعينات في الإذاعة والتلفزيون وعمل لسنوات في عديد العروض والأفلام والبرامج الآيسلندية.

## بداية العمل السياسي
في أواخر عام 2009، شكل يون غنار مع عدد من الأشخاص الآخرين الذين لم تكن لديهم خلفية في السياسة «الحزب الأفضل». وهو حزب سياسي ساخر يسخر من السياسة الأيسلندية ويهدف إلى جعل حياة المواطنين أكثر متعة، وقد حصل الحزب على التعددية في الانتخابات البلدية لعام 2010 في ريكيافيك، مع اكتسابه 6 من أصل 15 مقعدًا في مجلس مدينة ريكجافيك (34.7 بالمائة من الأصوات).
وانتهى يون بهزيمة منافسيه، والتي كانت بمثابة «صدمة» لرئيسة الوزراء الآيسلندية يوهانا سيغورذاردوتير. وينظر إلى فوزه جاء رد فعل ضد السياسيين في أعقاب الأزمة المالية الآيسلندية مابين 2008-2011.
وتضمن برنامجه السياسي وعود "مناشف مجانية في جميع حمامات السباحة، دب قطبي لحديقة الحيوان ريكيافيك، وجميع أنواع الأشياء لضعفاء الجسم، مدينة ألعاب ديزني لاند في منطقة فاتنسميري، برلمان آيسلندي "خالي من المخدرات" بحلول عام 2020، والشفافية المستدامة، أكشاك للتعداد على على الحدود مع مدينة
"سيلتيارنارنيس" (Seltjarnarnes)، للتخلص من جميع الديون، والوصول المجاني إلى حديقة عامة تقع وسط العاصمة ريكيافيك)."
قبل وبعد انتخابه، أعلن يون أنه لن يدخل في حكومة ائتلافية مع أي شخص لم يشاهد مسلسل "The Wire" اذي عرض على قناة إتش بي أو "HBO" الأمريكية. وهو معجب إلى درجة كبيرة بهذا المسلسل، وذكر بأن شخصيته المفضلة هي «عمر». وفي النهاية، دخل حزبه «الحزب الأفضل» في ائتلاف مع التحالف الديمقراطي الاجتماعي كشريك صغير لحكم ريكيافيك.

## رئيس بلدية ريكيافيك

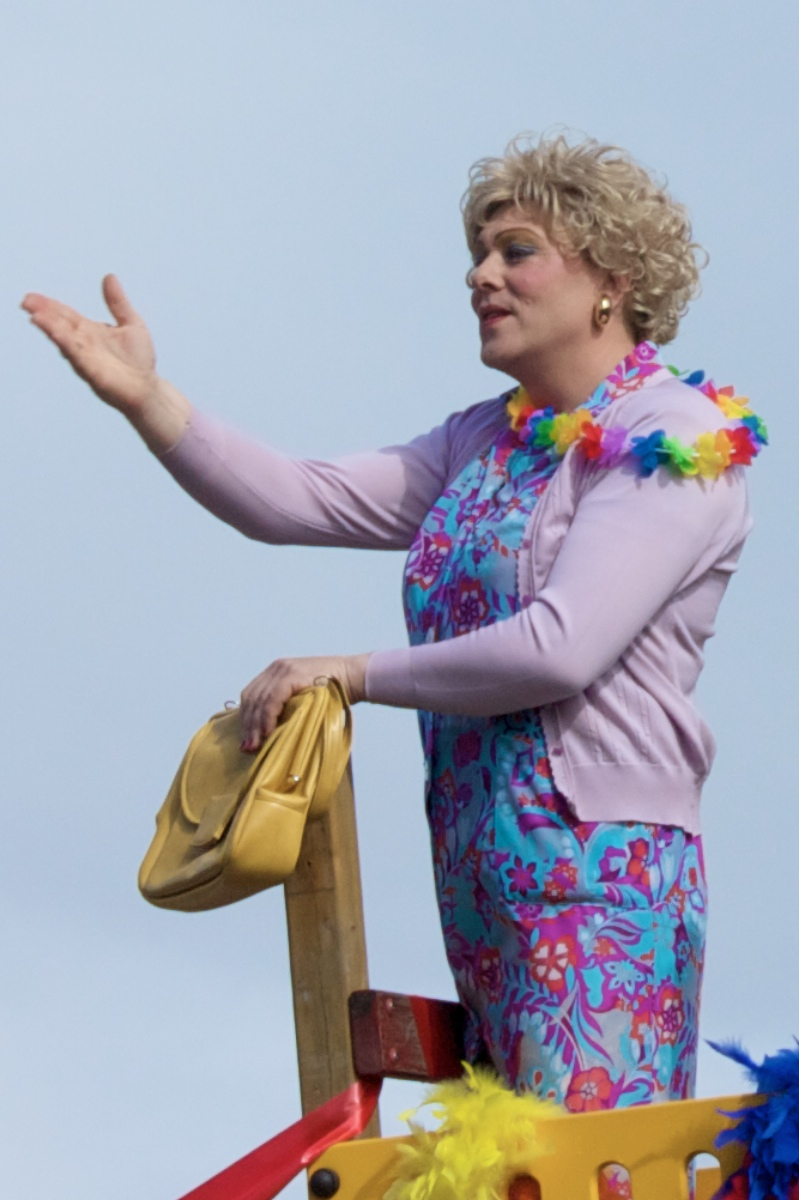
يون غنار يلبس ملابس نسائية في مقدمة مسيرة فخر المثليين في سنة 2010 في ريكيافيك

بعد أن أصبح غنار رئيس بلدية ريكيافيك تم
اقتراح مزحة بأن تُلقب المدينة بـ"Gnarrenburg"، عنوان برنامج تلفزيوني سابق شارك فيه غنار. وقد ظهر وهو رئيس البلدية في مسيرة فخر المثليين في عام 2010 كممثل بلباس امرأة. كما نشر فيديو تحية عيد الميلاد وهو يرتدي قناع دارث فيدر وقبعة بابا نويل. كما الاندماج مع بلدية كوبافوغور المجاورة.
 احتج غنار على معاملة الحكومة الصينية للناشط في مجال حقوق الإنسان ليو شياوبو قبل الإعلان عن جائزة ليو لجائزة نوبل للسلام لعام 2010. وذكر أيضًا أنه يعتقد أن أهمية الاتحاد الأوروبي مبالغ فيها. شملت حكومته أيضًا منح الإذن الذي طال انتظاره لبناء أول مسجد في أيسلندا.
في 30 أكتوبر 2013، أعلن غنار أنه لن يسعى لولاية ثانية في منصبه عندما تنتهي فترة ولايته الأولى في يونيو 2014.

## بعد مغادرة منصب رئيس بلدية ريكايفك
منذ أن ترك منصبه، قام غنار بحملة في آيسلندا للتخلي عن قوانينها التي تقضي بأن يكون للمواطنين أسماء آيسلندية تقليدية. كما قام جون بتأليف كتاب بعنوان «غنار!: كيف أصبحت رئيس مدينة كبيرة في آيسلندا وغيرت العالم». في يناير 2015، انضم غنار إلى مركز أبحاث الطاقة والبيئة في العلوم الإنسانية (CENHS) في جامعة رايس كأول كاتب في الإقامة تابع لها.
بعد أن أعلن الرئيس الآيسلندي، أولافور راغنار غريمسون، في 1 يناير 2016 أنه لن يخوض الانتخابات الرئاسية المقبلة، تكهن العديد بأن غنار سيعرض ترشيحه. في 15 يناير 2016، أعلن غنار أنه لن يترشح لأي منصب «في الوقت الحالي»، لكنه يمكن أن يفكر «في القيام بذلك في وقت لاحق»، وأنه كان أكثر اهتماما بالعمل أكثر في التلفزيون الأيسلندي.
قبل الانتخابات البرلمانية في عام 2017، انضم غنار إلى حزب "التحالف الديمقراطي الاجتماعي' كمدير حملته.

## الحياة الخاصة
جون غنار متزوج من يوهانا يوهنسدوتير، ولديه منها خمسة أطفال، ومنهم مارغريت غنار، وهي منافسة في اللياقة البدنية.
يون ليس فردا من مجتمع المثليين ولكنه من أهم الحلفاء والناشطين المدافعين عن حقوق المثليين في آيسلندا.

## الجوائز
حصل غنار على عديد الترشيحات والجوائز الآيسلندية الخاصة بالسينما والتلفزيون على عمله في عدة مشاريع سينمائية وتلفزية.
كما حصل على عديد الجوائز والتقدبرات الأخرى كعضو فخري في جمعية '78 "Samtökin '78" في سنة 2013 هي منظمة غير حكومية تدافع عن مصلحة وحقوق المثليات والمثليين ومزدوجي التوجه الجنسي والمتحولين جنسياً (اختصاراً: LGBT) في آيسلندا. وعدة جوائز كجائزة محلية في السلام وجائزة محلية لعمله الإنسان.

## روابط خارجية
- يون غنار على موقع IMDb (الإنجليزية)
- يون غنار على موقع مونزينجر (الألمانية)
- يون غنار على موقع ألو سيني (الفرنسية)
- يون غنار على موقع أول موفي (الإنجليزية)
- يون غنار على موقع ديسكوغز (الإنجليزية)
- يون غنار على موقع قاعدة بيانات الفيلم (الإنجليزية)
- يون غنار على موقع كينوبويسك (الروسية)